# Susanne von Klettenberg

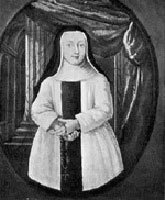
Susanne von Klettenberg.

Susanne Catharina von Klettenberg, född 19 december 1723 i Frankfurt am Main, död 13 december 1774, var en tysk författare.
Klettenberg var dotter till en förmögen Frankfurtläkare och fångades efter en bruten förlovning av tidens herrnhutistiska fromhetsideal. Hon utövade ett starkt inflytande på sin släkting den unge Goethe, som beskrev henne som "die schöne Seele" i Wilhelm Meisters Lehrjahre. Klettenbergs Bekenntnisse, Schriften und Briefe utgavs av H. Funck.